# 11126 Doleček
11126 Doleček è un asteroide della fascia principale. Scoperto nel 1996, presenta un'orbita caratterizzata da un semiasse maggiore pari a 2,6975953 UA e da un'eccentricità di 0,1426195, inclinata di 9,87755° rispetto all'eclittica.